# Tangin Dassouri
Tangin Dassouri – miasto w Burkinie Faso, w prowincji Kadiogo. Według danych szacunkowych na rok 2013 liczy 45 103 mieszkańców.